# Persian Risk
Persian Risk est un groupe britannique de heavy metal, originaire de Cardiff, au pays de Galles.

## Biographie
Le groupe se compose de membres originaires de différentes parties de Glamorgan, le siège du groupe étant à Cardiff. Le groupe est formé en 1979 par le guitariste Phil Campbell. Outre ce dernier, le groupe est initialement composé du guitariste Dave Bell, du chanteur Jon Deverill, du bassiste Nick Hughes et du batteur Russell « Razz » Lemon. Au cours des deux premières années, le groupe donne des concerts locaux, ce qui lui permet d'acquérir une notoriété régionale. Pendant cette période, la composition du groupe changea à plusieurs reprises : en 1980, Deverill et Bell quittent le groupe pour auditionner avec Tygers of Pan Tang, mais seul le premier vit sa demande d'entrée aboutir. Après ce départ, Carl Sentance, qui avait déjà joué avec Lemon et Hughes dans le groupe Lead Star, rejoint le groupe en tant que nouveau chanteur.
Jusqu'au milieu de l'année 1981, le groupe continue à accroître sa notoriété, une première démo ayant été enregistrée en 1980. Grâce à cette popularité accrue, le groupe donne un concert avec Budgie devant environ 1 000 fans (d'autres sources parlent de 2 000 spectateurs) et participer à l'émission de radio locale Red Dragon Rock Show. Comme le groupe avait déjà quelques chansons originales à son répertoire, comme Hang On, Maybe I Could Change, Streetwalker et ake a Trip, le quintette, qui avait déjà eu droit à un article de présentation dans la rubrique Armed and Ready du Kerrang!, sort vers la fin de 1981 le single autofinancé Calling for You, qui contient la face B Chase the Dragon. Comme le pressage original du single, tiré à 1 000 exemplaires, est rapidement épuisé, les plus grands labels commencent à s'intéresser au groupe. Après le départ du guitariste Alex Lohfink, une reprise réenregistrée de Calling for You est ajoutée à la compilation Heavy Metal Heroes Volume II sortie en 1982, publiée par Heavy Metal Records. Le groupe renforce également ses liens avec Neat Records, ce qui permet à la chanson 50,000 Stallions de figurer sur le sampler 60 Minutes Plus, sorti en 1982 sous forme de cassette compacte. En 1983, le premier single de Neat Records est Ridin' High avec la face B Hurt You. Le single se vend en grande quantité et est resté longtemps dans le classement des singles Kerrang!. Comme il ne réussit pas à sortir un album sur le label, le groupe enregistre une autre démo contenant entre autres les chansons Night Prowler, Sky's Falling Down et Dark Tower. À cette époque, Persian Risk donne également d'autres concerts, entre autres au Marquee Club. Au cours du deuxième semestre 1983, le guitariste Phil Campbell est débauché par Motörhead.
Grâce au contact ainsi établi entre les deux groupes, Persian Risk accompagne Motörhead lors de sa tournée en Grande-Bretagne en 1984. Un autre changement de line-up s'est produit à la fin de l'année 1983, lorsque le batteur Lemon quitte le groupe. Le groupe ne se compose alors plus que du chanteur Sentance et du bassiste Hughes, complétés fin 1984 par le guitariste Graham Bath et le batteur Dixie Lee, ce dernier étant remplacé peu de temps après par Steve Hopgood. L'EP Too Different, qui contient, outre la chanson-titre, les deux chansons Sky's Falling Down et Dark Tower, est publié par Zebra Records, un sous-label de Cherry Red. Le disque est mixé par Guy Bidmead. Comme l'EP se vend plutôt bien, des enregistrements de démo sont réalisés, notamment pour les chansons Once a King, Out of Control et Fugitive. La sortie d'un autre single, qui devait être suivi d'un album, est annoncée pour début 1985. Mais elle n'a pas eu lieu, bien que plusieurs enregistrements aient déjà été réalisés, car Zebra Records se sépare du groupe. À la place, le groupe continue à faire des tournées et sort une cassette audio avec des chansons live en 1985. Un peu plus tard, Phil « Wrathchild » Vokins rejoint le groupe en tant que deuxième guitariste. Le groupe apparaît ensuite dans l'émission de télévision ECT, où il interprète les chansons Women in Rock, Rise Up et Too Different.
Début 1986, le groupe se fait plus discret, Carl Sentance s'étant entre-temps consacré à d'autres projets. C'est alors que Metal Masters Records s'intéresse au groupe et propose de publier les morceaux inédits enregistré pour Zebra Records. La même année, l'album Rise Up est publié par Metal Masters Records au début de l'année 1986, presque un an après son enregistrement, et est enregistré pour le Friday Rock Show, diffusé le 11 juillet 1986. Le groupe y a joué les chansons Jane, Women in Rock, Break Free et One Day One Night, qui n'est pas publié par ailleurs. Lors de l'enregistrement, Philip James apporte son aide en tant que claviériste. Au moment de la sortie de l'album, la composition du groupe vole déja en éclat : seuls Sentance, Hughes et Vokins forment encore le groupe, tandis que Hopgood et Bath sont passés à Battlezone. Les projets de continuer le groupe sous le nom de Risk sont rapidement abandonnés. Après d'autres tentatives infructueuses, Sentance quitte également le groupe plus tard dans l'année. Lou Taylor, ancien membre de Satan, rejoint le groupe en tant que nouveau chanteur. Cependant, début 1987, Nick Hughes quitte le groupe pour rejoindre Idol Rich, ce qui marque la fin de Persian Risk. Les autres membres se consacrent alors également à d'autres projets musicaux.
Au début des années 1990, Sentance s'installe aux États-Unis. Avec le guitariste Mark Allen Lanoue et le batteur Fred Wendal, il décide de relancer Persian Risk en 1992 à Orlando, en Floride. Le groupe joue dans différents clubs américains : deux tiers des chansons étaient des reprises, le reste était des morceaux originaux. Phil Campbell découvre ensuite le groupe lors d'une tournée nord-américaine avec Motörhead. Il propose de jouer avec Persian Risk, mais rien n'a lieu en raison de la planification frénétique des tournées de Motörhead. En 1995, la version américaine de Persian Risk se dissout en raison de changements dans le line-up et de problèmes de visa de la part de Sentance, qui l'obligent à retourner en Angleterre. En 1996, Persian Risk se reforme pour un concert dans un petit club londonien. Outre Sentance, le groupe est composé de Hopgood et Bath. Paul Di'Anno est également présent pour jouer le rappel. Lors de ce concert, les chansons Women in Rock, Ridin' High et une reprise de la chanson Man in the Box d'Alice in Chains sont notamment jouées.
En 2012, le groupe est ressuscité et l'album Once a King sort la même année, suivi de Who Am I en 2015. En 2014, le groupe participe au Keep It True.

## Style musical
Malc Macmillan écrit dans son livre The N.W.O.B.H.M. Encyclopedia que Persian Risk est le groupe gallois le plus accompli et le plus vénéré de la NWoBHM, imitée mais jamais surpassée par des groupes comme Tok-io Rose ou Traitors Gate. Il qualifie le premier single de classique de la NWoBHM, la chanson-titre en particulier définissant le genre. Il s'agit d'une chanson puissante et mélodique, comparable aux œuvres d'Iron Maiden, Mendes Prey et Tygers of Pan Tang. Chase the Dragon, en revanche, est plus « excentrique » et « heavy ». Les chansons de la deuxième démo sont un peu plus stylées et accrocheuses que le matériel précédent. Sur Too Different, on constate une tendance plus commerciale et plus mélodique. La musique y est moins « heavy », Sky's Falling Down est une ballade, tandis que Dark Tower se rapproche des morceaux de Tytan.
Otger Jeske et Matthias Mader décrivent le groupe dans NWoBHM New Wave of British Heavy Metal - The Glory Days comme l'un des groupes les plus talentueux du NWoBHM. Selon lui, l'EP Too Different fait partie de la « crème absolue » du NWoBHM de l'année 1984, tandis que l'album Rise Up est « beaucoup trop laxiste » et ne rend pas justice au potentiel du groupe. Eduardo Rivadavia d'AllMusic qualifie le groupe de l'une des meilleures contributions galloises à la new wave of British heavy metal des débuts. Calling for You est remarquablement professionnel et est une sorte de succès local.
Martin Popoff écrit dans The Collector's Guide of Heavy Metal Volume 2 : The Eighties que le groupe sonne sur Rise Up comme une version britannique sale de Dokken, mais un peu plus désespérée et claustrophobe et moins définissable. Oliver Weinsheimer du Rock Hard écrit dans sa critique de Once a King qu'il s'agissait de « l'un des meilleurs comebacks de NWOBHM », alors que le premier album n'était que mitigé. La musique est bien produite, très variée, mélodique et se situe « parfaitement à l'intersection de la NWOBHM classique et du hard rock croustillant ». Il souligne également de manière positive le chant et le jeu du clavier. De temps à autre, les chansons auraient également un caractère progressif.

## Discographie
- 1980 : Demo (démo)
- 1981 : Calling for You (single, SRT Productions Ltd.)
- 1983 : Demo '83 (démo)
- 1983 : Ridin' High (single, Neat Records)
- 1984: Too Different (EP, Zebra Records)
- 1986: Rise Up (album, Metal Masters Records)
- 2012: Why (single)
- 2012: Once a King (album)
- 2014: Who Am I? (album)